# Dewan Hernandez
Dewan Hernandez, né Dewan Huell le 9 décembre 1996 à Miami en Floride, est un joueur américain de basket-ball évoluant aux postes d'ailier fort et pivot.

## Biographie
Dewan Hernandez est drafté au second tour en 59e position par les Raptors de Toronto.
Le 13 juillet 2019, il signe pour trois saisons avec les Raptors de Toronto. Hernandez est licencié le 18 décembre, juste avant le début de la saison régulière.